# おたくま経済新聞
おたくま経済新聞（おたくまけいざいしんぶん）は、シー・エス・ティー・エンターテインメント株式会社が運営するウェブメディア。
2008年に開設し、マニアックなオタク系の記事を中心に業界ニュースや話題ネタなどを提供している。グルメ・ミリタリー・アニメ・マンガ・ゲームに強いウェブメディアとして知られている。

## 提携媒体
- Yahoo!JAPAN
- ミクシィニュース
- ニコニコニュース
- BIGLOBEニュース
- エキサイトニュース
- ライブドア
- gooニュース
- infoseekニュース
- ニフティニュース
- LINEニュース
- ガジェット通信
- アジアンビート
- ホリエモン.com
- grapee
- Tokyo Otaku Mode
- トリップナビゲーター
- クレイジー
- socialife（SONY）
- LopiLopi
- Googleニュース
- スマートニュース
- Gunosy（グノシー）
- au ニュースパス
- MONEY-TIMES
- dメニューニュース
- TOP BUZZ
- メルモbyGMO
- 爆サイ.com
- エンタメウィーク
- アニメル
- アウモ
- Apple Podcast（ポッドキャスト）
- Amazon Alexa（アレクサ）
- Google Podcast